# Stratemeyersyndikatet
Stratemeyersyndikatet var en sammanslutning av amerikanska författare av ungdomsböcker. Syndikatet grundades 1906 av Edward Stratemeyer. De författare som tillhörde syndikatet använde kollektiva pseudonymer och skrev framför allt böcker i långserier. 1987 köptes syndikatet upp av bokförlaget Simon & Schuster (tidigare hade böckerna kommit ut på andra förlag, såsom Grosset & Dunlap och Doubleday).

## Publicering i Sverige
Flera av Stratemeyersyndikatets bokserier har publicerats i Sverige, de allra flesta av B. Wahlströms ungdomsböcker :
- Bröderna Hardy av F.W. Dixon
- Kitty av Carolyn Keene
- Mary och Lou av Carolyn Keene
- Festliga Franssons av Jerry West
- Perry av Clinton W. Locke
- Bomba av Roy Rockwood
- Ronnie Clark / Agent X av Jack Lancer
- Nina av Frances K. Judd
- Li av Ann Sheldon